# Observatoire de la récidive et de la désistance
Ne doit pas être confondu avec Observatoire national de la délinquance et des réponses pénales.
L’Observatoire de la récidive et de la désistance est une structure publique française créée en 2014, dépendant du Ministère de la Justice.
Sa mission est « d’identifier les données, études et recherches qui portent sur les phénomènes de récidive et de désistance, qu'elles soient produites par l'administration ou par la communauté scientifique, puis d’analyser ces données. Il a également vocation à proposer des thèmes d’étude et de recherche et des évolutions de méthodologie ».
Il a rendu public son premier rapport fin 2017.
L'observatoire est supprimé par la loi d'accélération et de simplification de l'action publique du 7 décembre 2020.